# 12 Batalion Medyczny (SZ RP)
12 Batalion Medyczny (12 bmed) – były samodzielny batalion służby zdrowia Wojska Polskiego.

## Historia

### 45 batalion medyczno-sanitarny

#### Formowanie, zadania, szkolenie

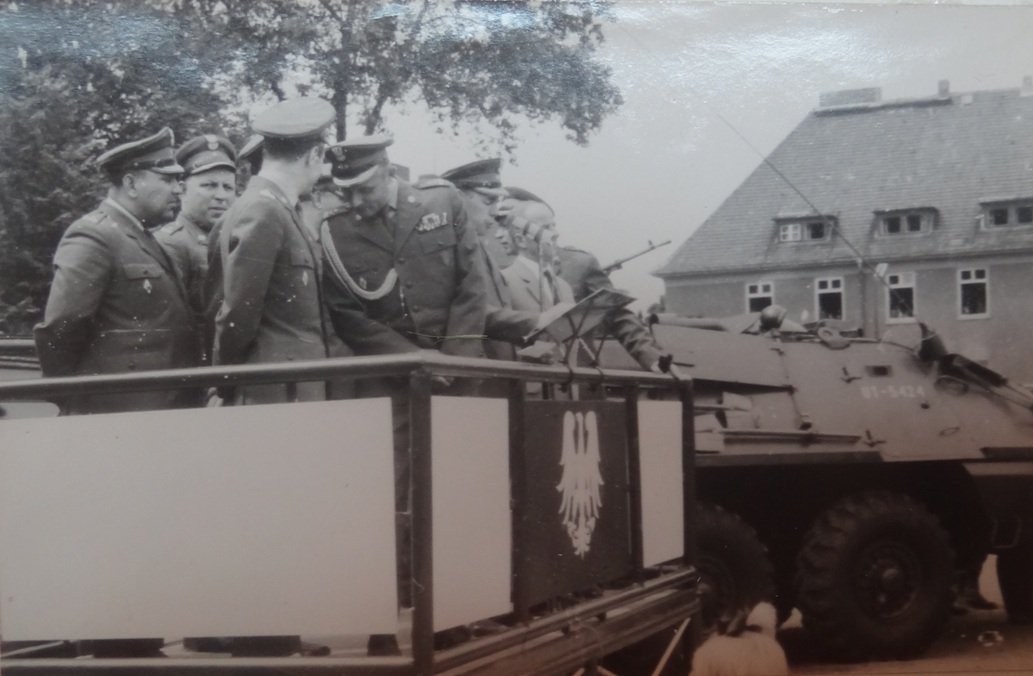
Stargard Szczeciński, 1961 r.

W 1961 roku, w strukturach 12 Dywizji Zmechanizowanej w Stargardzie Szczecińskim, sformowano 45 batalion medyczno-sanitarny.
Kadrę 45 batalionu medyczno-sanitarnego stanowili żołnierze zawodowi, przeniesieni z innych jednostek 12 DZ oraz 109 Wojskowego Szpitala Garnizonowego w Szczecinie. Czasowo pełniącym obowiązki dowódcy został kpt. lek. Stanisław Kaczmarek ze 109 WSG, szefem sztabu kpt. Włodzimierz Chmielewski, kwatermistrzem kpt. Józef Kałużyński; we wrześniu 1961 roku dowodzenie batalionem objął mjr lek. Mieczysław Pilch. W latach 1961–1962 dokonano remontu bloku koszarowego, w którym został zakwaterowany sztab oraz oddziały: chirurgiczny z blokiem operacyjnym, wewnętrzny oraz część polikliniczna. Batalion otrzymał nowy sprzęt bojowy i techniczny, urządzenia, aparaturę specjalistyczną i medyczną.
W latach 60.–70. XX wieku 45 batalion medyczny wziął udział w szeregu ćwiczeń i manewrów. Jesienią 1962 roku uczestniczył w manewrach wojsk Układu Warszawskiego pod kryptonimem „Odra-Bałtyk”, rozwijając dywizyjny punkt medyczny. W lipcu 1965 roku brał udział w ćwiczeniach „Bałtyk-Wisła” na poligonie Okonek, w lutym 1967 roku – w dywizyjnych ćwiczeniach „Gil-67” podczas których zorganizował zajęcia pokazowe dla przedstawicieli państw Układu Warszawskiego oraz kierownictwa Ministerstwa Obrony Narodowej.

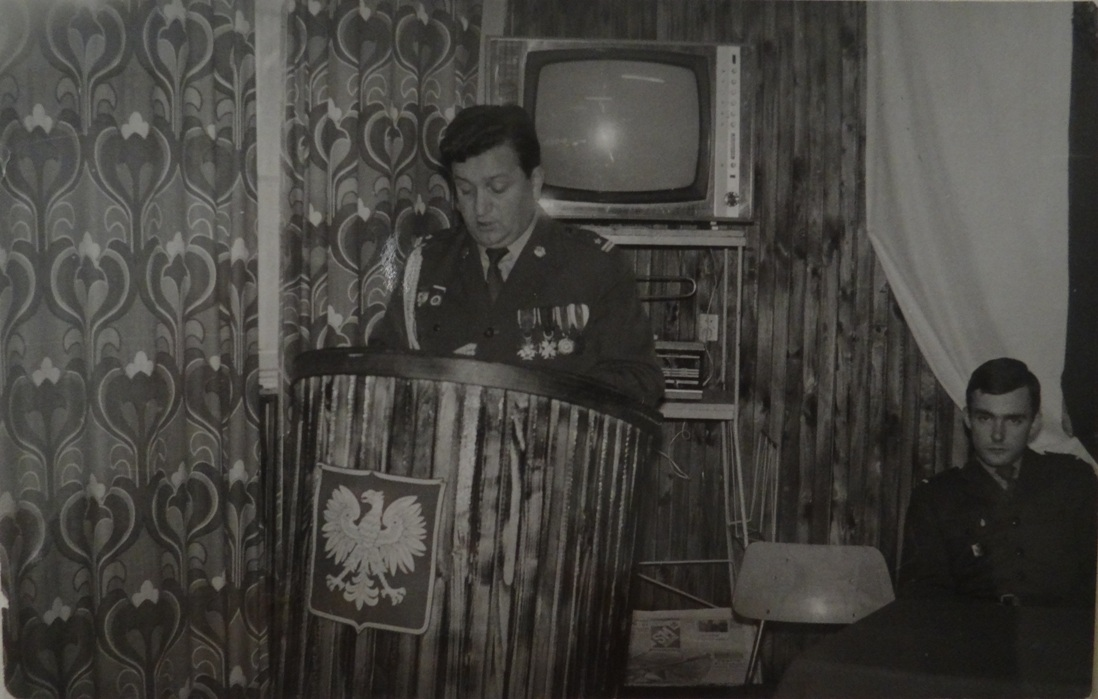
Stargard Szczeciński, 1975 r.

W czasie zajęć jednostka była wizytowana przez wiceministra ON gen. broni Jerzego Bordziłowskiego.
We wrześniu 1969 roku brał udział w ćwiczeniach „Odra-Nysa 69”, 15–21 maja 1975 roku – w ćwiczeniach „Harpia-75”, we wrześniu 1976 roku – w ćwiczeniach „Tarcza-76”. 15–27 czerwca 1977 roku podczas połączonych z inspekcją ćwiczeń dywizyjnych „Waruga-77” batalion rozwinął dywizyjny punkt medyczny i został oceniony na 4.36. 15–20 lutego 1978 roku batalion uczestniczył w ćwiczeniach „Orlatan-78”, 18–24 marca 1979 roku – w ćwiczeniach dywizyjnych „Sokół-79” z udziałem jednostek armii radzieckiej, 23–24 sierpnia 1979 roku – w ćwiczeniach pokazowych dla studentów akademii medycznych. W 1980 roku w ramach konkursu o najlepszy batalion medyczny 45 bm zajął pierwsze miejsce w Pomorskim Okręgu Wojskowym ze średnią oceną 4,91.

#### Struktura organizacyjna
W 1961 roku w strukturze batalionu znajdowały się następujące komórki organizacyjne i pododdziały:
- dowództwo i sztab,
  - kompania medyczna,
  - pluton specjalny,
  - pluton ewakuacyjno-transportowy,
  - pluton zaopatrzenia,
- gabinet stomatologiczny,
- apteka.

Na wyposażeniu jednostki znajdował się jeden samochód osobowo-terenowy, 17 samochodów ciężarowo-terenowych, 13 samochodów specjalnych, cztery przyczepy i jedna radiostacja R-107.

#### Wyróżnienia

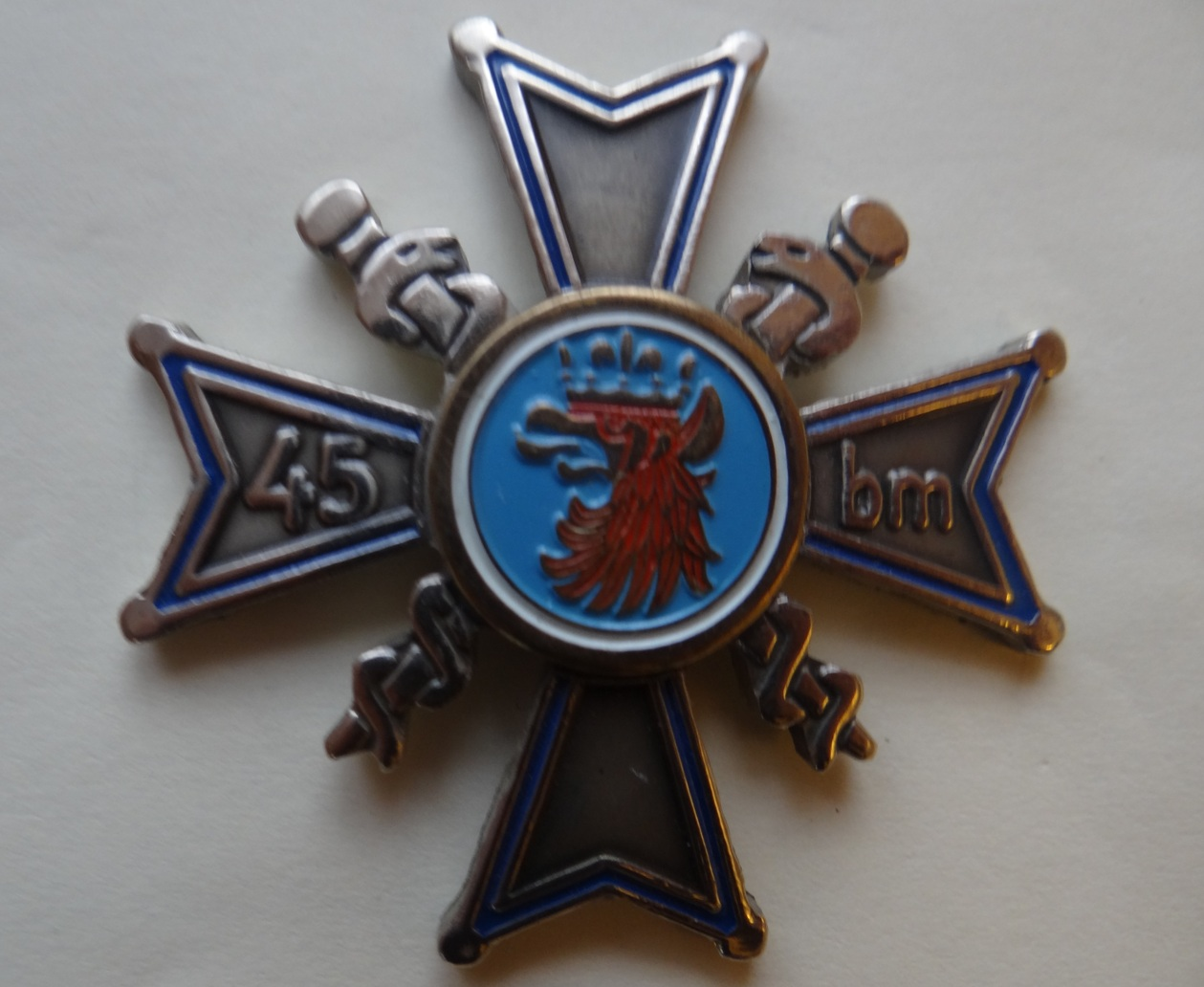
Żołnierska odznaka

- Medal „Za zasługi dla POW”,
- tytuł Najlepszego Batalionu Medycznego w Pomorskim Okręgu Wojskowym w 1980 roku[4].

### 45 Batalion Medyczny–Szpital Wojskowy

#### Formowanie, zadania, szkolenie
21 lipca 1981 roku rozkazem dowódcy 12 DZ Nr 018/81 45 Batalion Medyczno-Sanitarny został przeformowany w 45 Batalion Medyczny–Szpital Wojskowy. Dowódcą batalionu został ppłk lek. Florian Płaneta, zastępcą mjr Zygmunt Gospodarek, szefem sztabu mjr Tadeusz Krzysztofik, kwatermistrzem mjr Wiaczesław Downar. Z końcem lipca 1981 roku w 45 Batalionie Medycznym-Szpitalu Wojskowym funkcjonowały szpitalne wojskowe oddziały: wewnętrzny i chirurgiczny.
13 grudnia 1981 roku podczas stanu wojennego batalion przegrupował się w rejon alarmowy Dobropole Gryfińskie. 24 grudnia jednostka powróciła do macierzystego garnizonu Stargard Szczeciński.
W dniach 21 marca–3 kwietnia 1984 roku batalion wziął udział w ćwiczeniach dywizyjnych „Południe-84” z rozwinięciem dywizyjnego punktu medycznego. 26 lutego–6 marca 1985 roku – w ćwiczeniach dywizyjnych „Rubin-85”, 10–23 września 1986 roku – w ćwiczeniach dywizyjnych „Agat-86”, przeprowadzonych na OC Żagań.

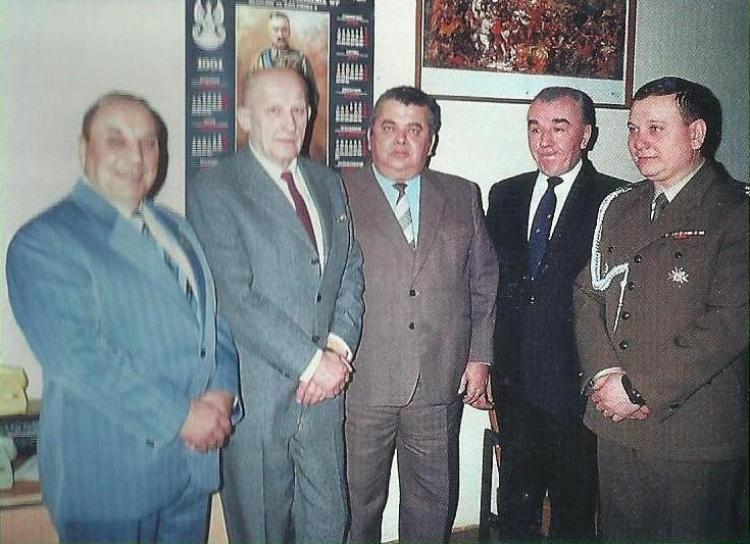
Dowódcy na 30-lecie jednostki

W dniach 25 lutego–14 marca 1987 roku – w ćwiczeniach dywizyjnych „Opal-87”, zorganizowanych na poligonie drawskim z udziałem obserwatorów 22 państw-sygnatariuszy Konferencji Bezpieczeństwa i Współpracy w Europie (KBWE). Batalion dokonał tam mobilizacyjnego rozwinięcia, powołując 106 żołnierzy rezerwy.
W 1991 odbyło się 30-lecie powstania jednostki podczas którego uczestniczyli byli dowódcy batalionu i zaproszeni goście.

mjr lek. Florian Płaneta

19–26 września 1992 roku batalion uczestniczył w ćwiczeniu „Opal-92”, dokonując mobilizacyjnego rozwinięcia i powołując 102 żołnierzy rezerwy. 12 lutego–21 marca 1994 roku wziął udział w ćwiczeniu „Opal-94”, w czerwcu 1996 roku – „Opal-96” i w październiku 1996 roku – „Ametyst-96”.
31 lipca 1993 roku działalność szpitalnych oddziałów, izby przyjęć oraz kuchni zawieszono, przenosząc udzielanie świadczeń do polikliniki. 9 sierpnia 1993 roku Minister Obrony Narodowej wpisał batalion do rejestru zakładów opieki zdrowotnej.

#### Struktura organizacyjna
Od 1981 roku, po przeformowaniu, skład batalionu był następujący:
- dowództwo i sztab,
- kompania medyczna,
  - plutony segregacji i ewakuacji,
  - pluton chirurgiczny,
- pluton specjalny,
- pluton ewakuacyjno-transportowy,
- pluton zaopatrzenia,
- gabinet stomatologiczny,
- apteka,
- oddział wewnętrzny,
- oddział chirurgiczny.

Wyposażenie jednostki zwiększono o 2 samochody specjalne i 1 przyczepę.

#### Wyróżnienia
Medal „Za zasługi dla 12 DZ”.

#### Odznaka pamiątkowa 45 Batalionu Medycznego
Odznaka pamiątkowa 45 Batalionu Medycznego o wymiarach 47×47 mm posiada kształt krzyża maltańskiego o srebrnych krawędziach z kulkami na końcach ramion. Ramiona pokryte są szkarłatnym lakierem i obwiedzione niebieskim paskiem. Numer i inicjały 45 bm rozmieszczone są na ramionach poziomych. W centrum odznaki okrągła tarcza z żółtym otokiem, na której widnieje herb Szczecina. Między ramionami krzyża skrzyżowane są dwie oksydowane laski Eskulapa. Odznaka ma dwie wersje: oficerską – lakierowaną i żołnierską – bez lakieru. Pierwsze odznaki zostały wręczone kadrze i pracownikom cywilnym 5 kwietnia 1991 roku. Odznakę zaprojektował Jacek Radziewicz-Winnicki, a wykonana została w pracowni grawerskiej Ryszarda Welgryna z Częstochowy.

### 12 Batalion Medyczny–Wojskowa Specjalistyczna Przychodnia Lekarska

#### Formowanie, zadania, szkolenie
26 marca 1996 roku dowódca 12 DZ wydał rozkaz, na podstawie zarządzenia szefa Sztabu Generalnego WP nr 086/Org. z 19 grudnia 1994 r., o przeformowaniu do końca roku 45 Batalionu Medycznego-Szpitala Wojskowego w 12 Batalion Medyczny-Wojskowa Specjalistyczna Przychodnia Lekarska. W dniach 16–27.06.1997 roku komisja Departamentu Kontroli Ministerstwa Obrony Narodowej pod przewodnictwem płk. dypl. Stanisława Janikowskiego przeprowadziła kontrolę gospodarczą w 12 Batalionie Medycznym-Wojskowa Specjalistyczna Przychodnia Lekarska.
W dniach 17–20 czerwca 1997 roku jednostka uczestniczyła w ćwiczeniu dowódczo-sztabowym pod kryptonimem „Opal-97”, w 1998 roku – w ćwiczeniach „Opal-98”, a w 1999 roku – w ćwiczeniach „Bałtycki Trójkąt” oraz „Węgielny Wyłom”.

#### Struktura organizacyjna

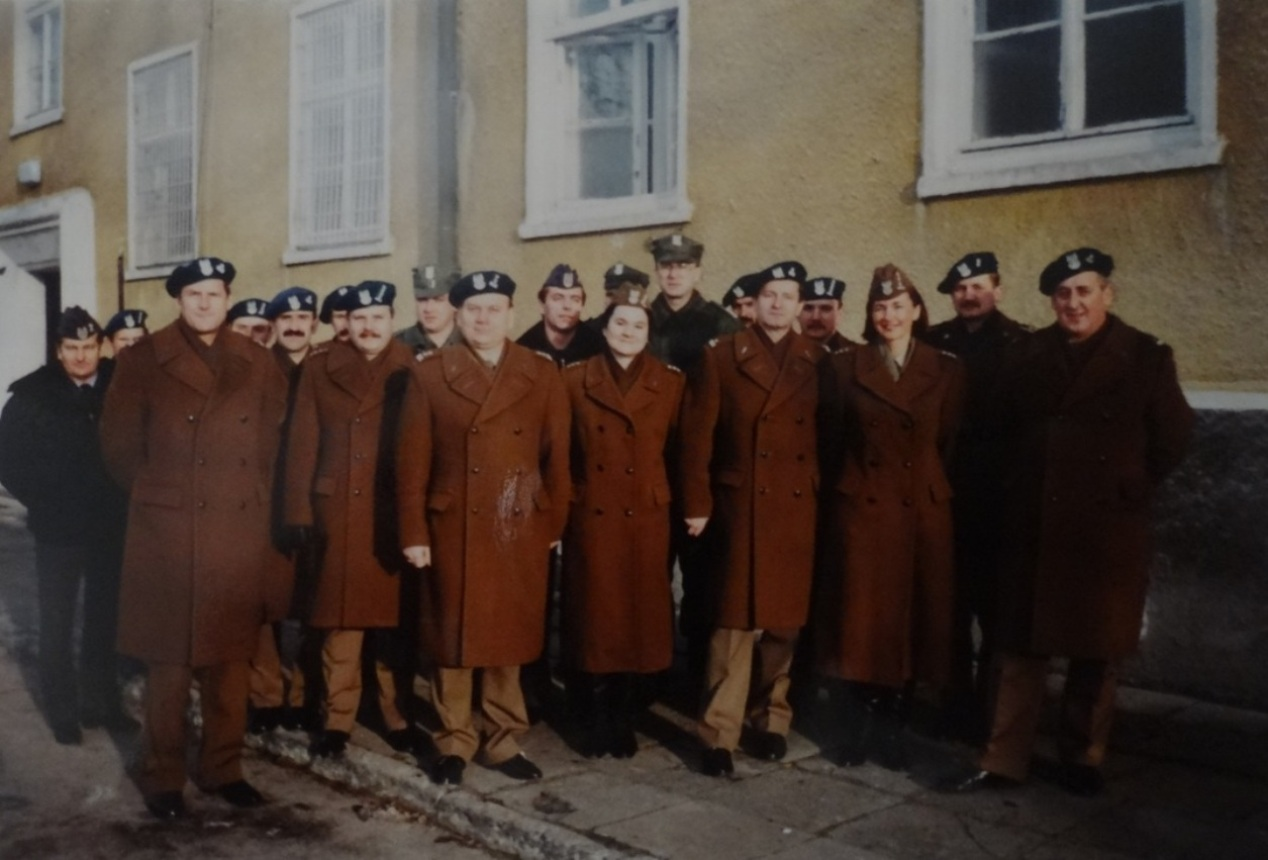
Kadra dowódcza i lekarska

W 1997 roku Wojskowa Specjalistyczna Przychodnia Lekarska miała strukturę:
- dowództwo i sztab,
  - kompania medyczna,
- gabinet internistyczny z pracownią elektrokardiografii i endoskopii,
- gabinet chirurgiczny,
- gabinet pediatryczny,
- gabinet neurologiczny,
- gabinet okulistyczny,
- gabinet dermatologiczny,
- gabinet psychiatryczny,
- gabinet laryngologiczny,
- gabinet ginekologiczny,
- gabinet stomatologiczny z pracownią protetyki,
- gabinet fizykoterapii,
- pięć pracowni: radiologiczną, analityki lekarskiej,
- apteka[4].

#### Wyróżnienia
- Medal „Za zasługi dla miasta Stargardu”[4].

### 12 Batalion Medyczny

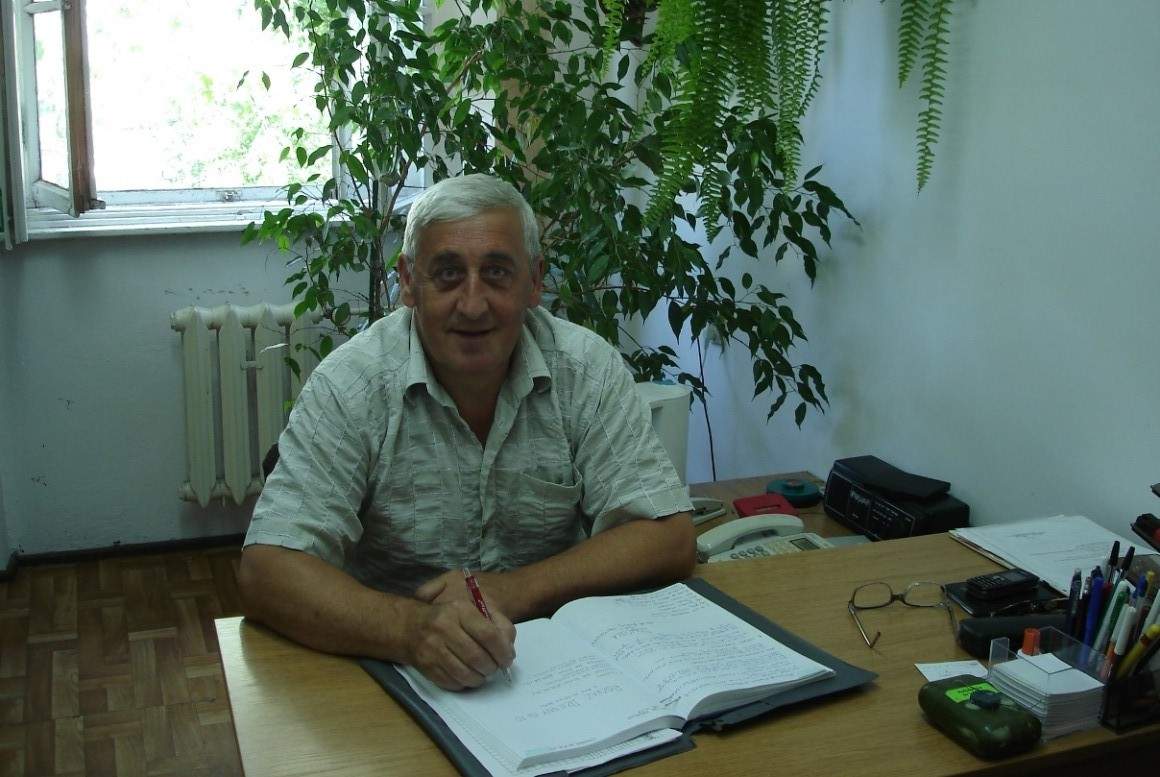
Edward Serejuk

#### Przeformowanie w 12 Batalion Medyczny, powstanie WSPL
1 stycznia 2000 roku 12 Batalion Medyczny–Wojskowa Specjalistyczna Przychodnia Lekarska został przeformowany w 12 Batalion Medyczny, pozostający w strukturze 12 DZ pod tym samym numerem (JW 4421). Wraz z rozformowaniem 12 Batalionu Medycznego–Wojskowa Specjalistyczna Przychodnia Lekarska, na podstawie zarządzenia Ministra Obrony Narodowej Nr 43/MON w sprawie utworzenia samodzielnych publicznych zakładów opieki zdrowotnej, powstała Wojskowa Specjalistyczna Przychodnia Lekarska (przekształcona 20 marca 2000 w Wojskową Specjalistyczną Przychodnię Lekarską Samodzielny Publiczny Zakład Opieki Zdrowotnej).

#### Rozformowanie 12 Batalionu Medycznego
5 lutego 2007 roku 12 Batalion Medyczny rozkazem dowódcy 12 DZ gen. bryg. Jerzego Michałowskiego został rozformowany, na jego miejsce sformowano Zespół Medyczny w 12 Batalionie Dowodzenia 12 DZ.

#### Wyróżnienia
- Odznaka Honorowa Gryfa Pomorskiego[potrzebny przypis]

## Żołnierze batalionu

### Dowódcy

#### 45 Batalion Medyczno-Sanitarny
1961: kpt. lek. Stanisław Kaczmarek (cz.p.o.)
1961–1967: mjr lek. Mieczysław Pilch
1967–1970: ppłk lek. Jan Białożyński
1970–1973: mjr lek. Jerzy Krukowski
1973–1981: mjr lek. Florian Płaneta

#### 45 Batalion Medyczny–Szpital Wojskowy
1981–1988: ppłk lek. Florian Płaneta
1988–1996: mjr/ppłk lek. Antoni Kalinowski

#### 12 Batalion Medyczny–Wojskowa Specjalistyczna Przychodnia Lekarska
1996–1998: ppłk lek. Antoni Kalinowski
1998–1999: mjr lek. Leszek Haus
1999: mjr lek. Zygmunt Brzuśnian (cz.p.o.)

#### 12 Batalion Medyczny
2000: mjr lek. Zygmunt Brzuśnian
2000–2002: mjr lek. Zbigniew Przybysz
2002: mjr lek. Marcin Borkowski (cz.p.o.)
2002–2003: mjr mgr Jerzy Tetera (cz.p.o.)
2003–2004: ppłk lek. Włodzimierz Kuta
2004–2005: mjr lek. Andrzej Pastuszek
2005: mjr mgr Jerzy Tetera (cz.p.o.)
2005–2006: ppłk lek. Adam Kufka
2006–2007: ppłk lek. Andrzej Pastuszek

### Dyrektorzy WSPL SP ZOZ
- Leszek Haus (2000-2016)
- Jadwiga Szklarska (2016-obecnie)

## Przekształcenia
1. 45 Batalion Medyczno-Sanitarny (JW 4421) w Stargardzie Szczecińskim (1961-1981) → 45 Batalion Medyczny–Szpital Wojskowy (JW 4421) w Stargardzie Szczecińskim (1981-1996) → 12 Batalion Medyczny–Wojskowa Specjalistyczna Przychodnia Lekarska (JW 4421) w Stargardzie Szczecińskim (1996-2000) ↘ przeformowany w 2000
2. 12 Batalion Medyczny (JW 4421) w Stargardzie Szczecińskim (2000-2007) ↘ rozformowany w 2007
3. → Zespół Medyczny w 12 Batalionie Dowodzenia 12 DZ (2007-obecnie)
4. → Wojskowa Specjalistyczna Przychodnia Lekarska Samodzielny Publiczny Zakład Opieki Zdrowotnej w Stargardzie Szczecińskim (2000-2015)
5. → Wojskowa Specjalistyczna Przychodnia Lekarska Samodzielny Publiczny Zakład Opieki Zdrowotnej w Stargardzie (2016-obecnie)